# Alfred Olscher
Alfred Olscher (* 8. September 1887 in Dresden; † 29. Januar 1946 im Speziallager Nr. 2 Buchenwald) war ein deutscher Jurist und Ministerialbeamter im Reichsfinanzministerium.

## Leben
Olscher absolvierte nach dem Ende seiner Schullaufbahn in Breslau ein Studium der Rechtswissenschaft an der Universität Leipzig. Nach Studienende folgte 1910 sein Referendariat und 1913 als Gerichtsassessor sein Eintritt in den Justizdienst.  In Leipzig wurde er 1914 zum Dr. jur. promoviert. Der Titel seiner Dissertation lautete „Die rechtliche Natur der Schutzgewalt des Deutschen Reiches in den deutschen Schutzgebieten“. Von 1914 bis 1918 nahm Olscher am Ersten Weltkrieg teil.
Nach Kriegsende war er im sächsischen Staatsdienst ab 1919 als Finanzamtmann beschäftigt und bereits ab 1920 als Regierungsrat beim Landesfinanzamt Dresden. Olscher wechselte 1922 ins Reichsfinanzministerium, wo er ab 1923 als Regierungsrat und ab 1924 als Oberregierungsrat tätig wurde. Ab 1929 war er Ministerialrat und Generalreferent für Etatfragen, ab 1932 Ministerialdirektor und ab 1933 mit der Etatabteilung (Abteilung I) im Reichsfinanzministerium betraut.
Zum 1. Mai 1933 trat Olscher der NSDAP bei (Mitgliedsnummer 2.658.660). Ab 1934 gehörte er dem Freundeskreis Reichsführer SS an. Olscher trat 1937 in den Ruhestand und wurde durch Joachim von Manteuffel ersetzt.
Ab 1937 gehörte er dem Vorstand der Reichs-Kredit-Gesellschaft AG an und war zugleich Vorstandsmitglied der Vereinigten Industrieunternehmungen AG (VIAG). Des Weiteren saß er u. a. ab 1940 im Aufsichtsrat bei der Eisenwerk-Gesellschaft Maximilianshütte, bei den Mitteldeutschen Stahlwerken und bei der Ilse Bergbau AG. Olscher saß im Beirat der Deutschen Reichsbank.
Nach dem Ende des Zweiten Weltkrieges wurde Olscher festgenommen und zunächst in das Speziallager Nr. 4 Landsberg (Warthe) verbracht. Nach Auflösung des Lagers wurde er im Januar 1946 in das Speziallager Nr. 2 Buchenwald überstellt, wo er kurz darauf am 29. Januar 1946 starb.